# 阿瓜斯卡连特斯会议
阿瓜斯卡连特斯会议是墨西哥革命期间在墨西哥革命军各派之间举行的一次重要会议，在这次会议上，革命军一致通过了反对维多利亚诺·韦尔塔的决议，并且在1914年成功地使维多利亚诺·韦尔塔下台。
这次会议在墨西哥中西部的阿瓜斯卡连特斯举行。

## 会议宗旨
该会议旨在解决在推翻韦尔塔时发挥最大作用的四大派系—— 潘乔·比利亚，埃米利亚诺·萨帕塔 ， 贝努斯蒂亚诺·卡兰萨和阿尔瓦罗·奥夫雷贡之间的分歧。但是事实上派系之间都沟通并不顺畅，会议一开始是由比利亚的支持者主导，直到会议快要结束时，萨帕塔的支持者们才从墨西哥南部赶来。卡兰萨派系拒绝承认其他派系。
尽管如此，会议还是产生了一些结果。大会选举尤拉利奥·古铁雷斯·奥尔蒂斯将军为共和国总统，任期20天。之后比利亚和萨帕塔的军人在韦尔塔倒台后进入了墨西哥城，在卡兰萨只愿意驻扎在维拉克鲁斯不愿进入墨西哥城后，萨帕塔也回到了米却肯州。同盟仅仅维系在口头上，不久之后四人之间就产生了嫌隙和内斗。